# Средняя Шишменьга
Средняя Шишменьга — река в России, протекает в Бабушкинском и Никольском районах Вологодской области. Устье реки находится в 12,8 км по правому берегу реки Большая Шишменьга. Длина реки составляет 10 км.

## Данные водного реестра
По данным государственного водного реестра России относится к Верхневолжскому бассейновому округу, водохозяйственный участок реки — Унжа от истока и до устья, речной подбассейн реки — бассейн притоков Волги ниже Рыбинского водохранилища до впадения Оки. Речной бассейн реки — (Верхняя) Волга до Куйбышевского водохранилища (без бассейна Оки).
Код объекта в государственном водном реестре — 08010300312110000014443.